# Fritz Glatz
Friedrich "Fritz" Glatz (Viena, 21 de julho de 1943 – Most,14 de julho de 2002) foi um automobilista austríaco que competiu na Fórmula 3000 entre 1985 e 1986, voltando à categoria em 1988.

## Carreira
Em sua carreira, Glatz chamou a atenção por utilizar outros nomes nas corridas que disputava - os pseudônimos mais famosos foram Umberto Calvo, James Bald, Pierre Chauvet (usado quando corria na F-3000) e Frederico Careca. Antes, competiu na Fórmula 2 entre 1981 e 1984, quando já estava com 41 anos.
Na Fórmula 3000, disputou 18 provas (largou em 12, não se classificou para 7 e não conseguiu largar na primeira corrida do campeonato, em Silverstone). Seu melhor resultado foi um 14º lugar, obtido nas etapas de Le Mans e Dijon-Prenois, que foi a última prova de sua carreira na F-3000. Após deixar a categoria, disputou campeonatos de Turismo e Intersérie até 2001.

## Morte
Pilotando um Footwork FA17 de 1996, Glatz sofreu um grave acidente na EuroBOSS Series (categoria que utilizava carros antigos de F-1 e CART) no autódromo de Most, na República Checa. Em decorrência dos ferimentos, o austríaco, que faria 59 anos na semana seguinte ao acidente, faleceria horas depois.